# Havendiep
Het Havendiep is een kanaal tussen de Lage Dwarsvaart en de Botter. Hij begint als een zijtak van de Lage Dwarsvaart bij Noordersluis en de Lelystad-Haven in het zuiden van Lelystad en gaat onder enkele verkeersbruggen, waarvan vier voetgangersbruggen en een voor de Westerdreef. Daarna eindigt het Havendiep bij een flat aan de Fivelingo.